# Драувенервен
Драувенервен (нід. Drouwenerveen) — село в нідерландській провінції Дренте. Входить до муніципалітету Боргер-Одорн.
Його площа становить 3,32 км², а населення станом на 2021 рік складало 275 осіб.
Перша згадка про населений пункт датується 1781 роком.